# SIG P320手槍
P320是由德國槍械制造商西格&紹爾（SIG Sauer）設計及生產的半自動手槍，目前由SIG Sauer位於德國埃肯弗德和美國新罕布什爾州埃克塞特的工廠所生產。該槍有多種口徑，包括：9×19毫米、.357 SIG、.40 S&W和.45 ACP。當中9×19毫米口徑的P320於2014年1月15日在北美市場推出，緊隨著的是於2015年1月SHOT Show中亮相的.45 ACP口徑緊湊型  。P320是以SIG Sauer P250作藍本進一步開發的手槍，它採用了擊針平移式的機制用于取代純雙動的擊鎚組。2017年1月19日，P320勝出了美國陸軍的XM17模組化手槍系統招標，其特製改良版本將會成為M17（全尺寸型）和M18手槍（攜帶型），並預定將在不久未來取代所有貝瑞塔M9手槍。 

## 設計特徵

### 作動機制
就像SIG Sauer的其他手槍一樣，P320是一種採用短行程後座作用和閉鎖式槍機運作的手槍。

### 特徵
P320最為突出的地方為其模組化設計，該槍的主模塊為它的內置不銹鋼框架火控系統，它包含著一個整合的火控組（由扳機、所有必要連接部件以及彈簧組成）、能夠左右操作的滑套釋放桿、排殼器和四條滑套導軌。這個鋼製的機匣組件會被應用於P320的握把模塊（即底把或下身） 、頂端部件（即包括滑套在內的上身）及回膛組件，並插進握把框，以分解桿的軸銷連接到位。該槍的生產序號也刻在火控系統上而非像過往的手槍般刻在底把上。這個火控系統能夠方便用戶隨時換上各種不同尺寸的滑套組件或頂端模塊，聚合物製握把模塊、扳機和口徑轉換套件以滿足不同需求。
P320被設計成一款能夠左右手操作的手槍，因此它配備一套能夠左右操作的滑套釋放桿並能夠根據用戶習慣而把彈匣釋放鈕設置在其中一邊。其他操作部件都被設計成能夠在武器的任何一邊操作。該槍能夠在不需任何工具下完成大部分解。另外也能夠在不扣動扳機下完成分解，這種安全機制能夠有效的減低意外走火的風險。
全尺寸型、 攜帶型、 緊湊型的底把具備一條皮卡汀尼導軌以方便用戶裝上戰術燈及激光瞄準器等各種戰術配件。

#### 模組化選擇

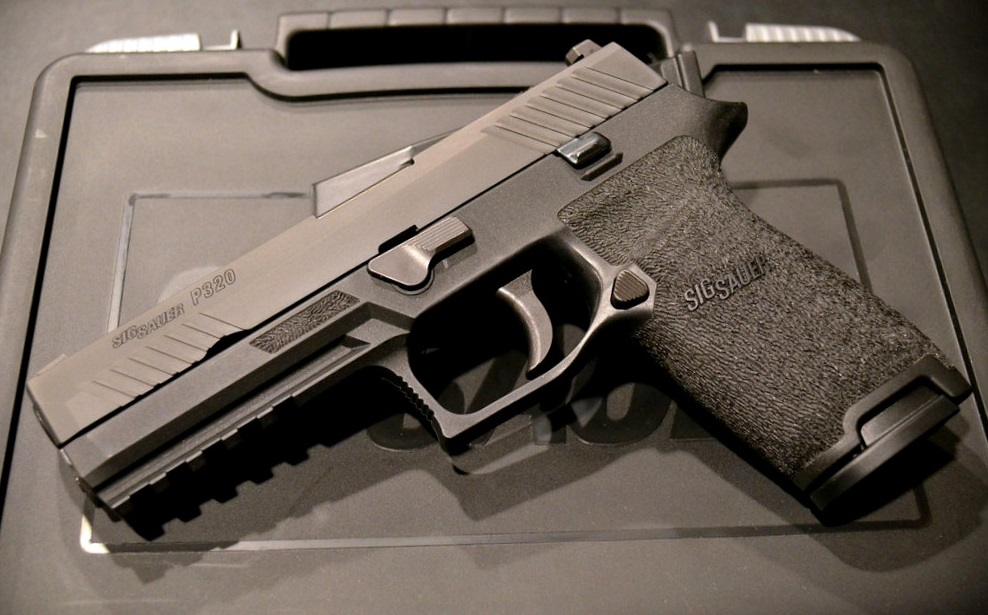
配備經加工握把的9毫米口徑SIG Sauer P320全尺寸型

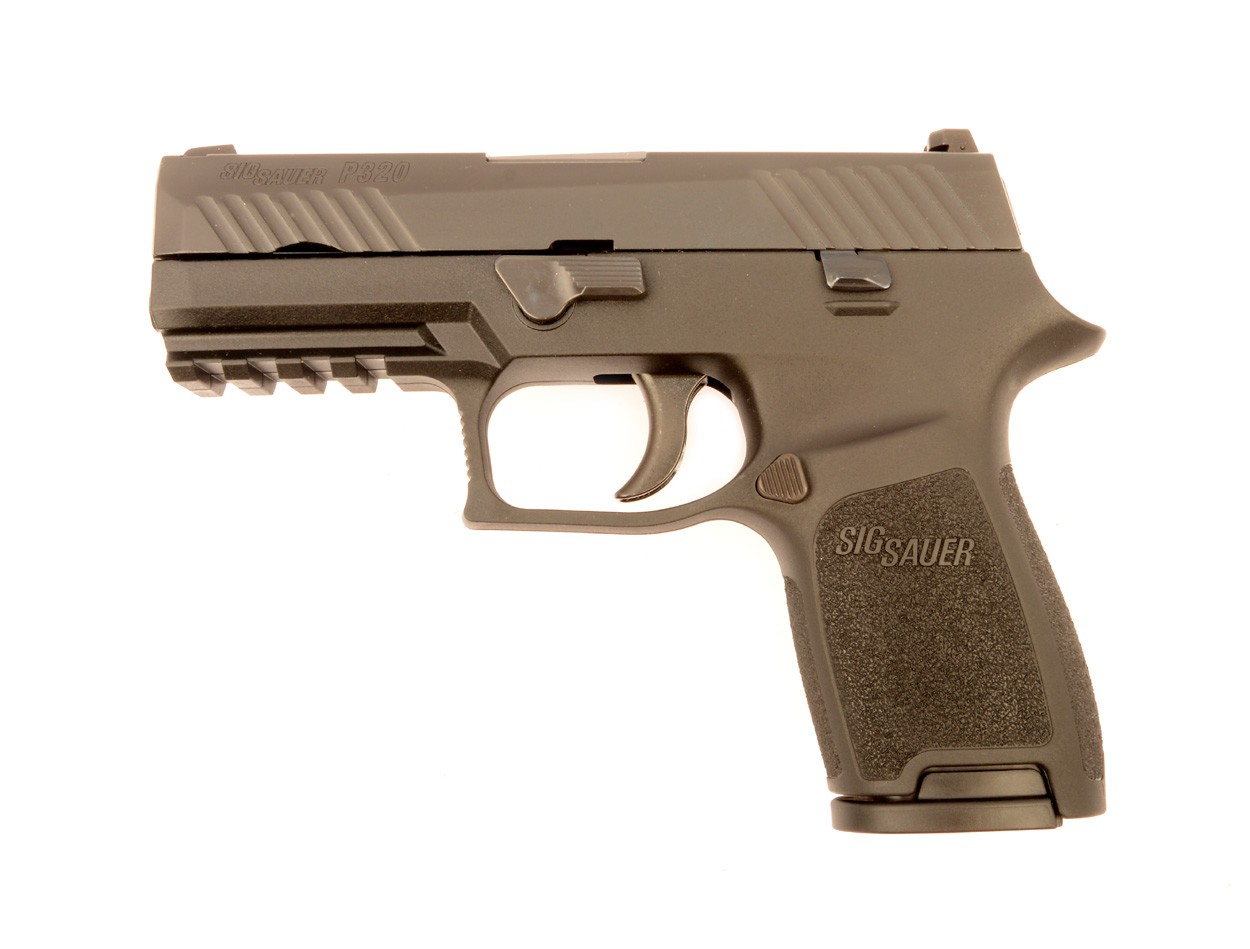
P320緊湊型

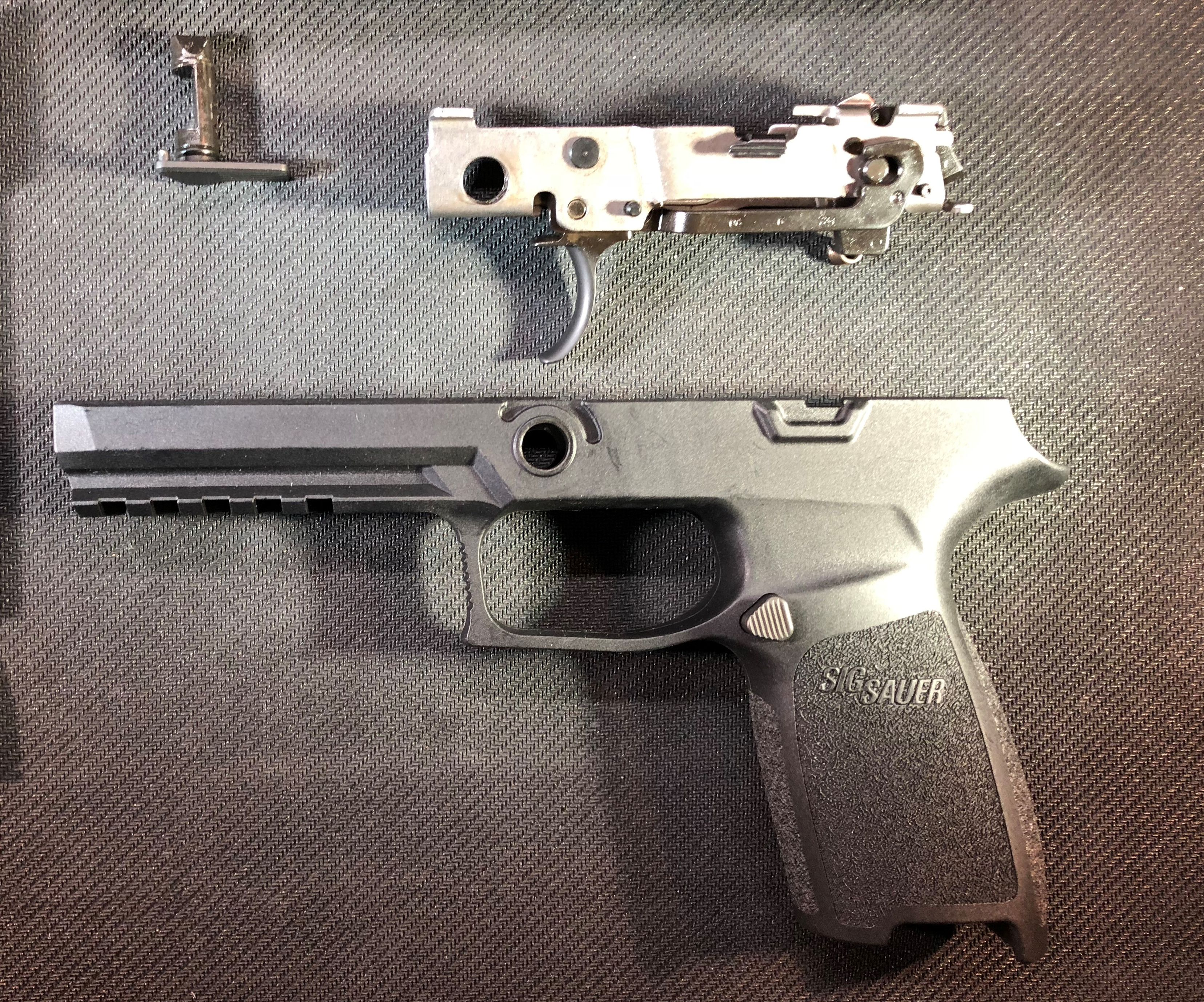
自握把拆除的火控組

P320手槍有著三種不同尺寸的玻璃纖維製握把模塊（即底把），分別為：小型、中型和大型。手槍的上身也具備全尺寸型（Full Size）、緊湊型（Compact）和極緊湊型（Subcompact）三個版本，這些上身只能對應相應尺寸的下身。每枝槍都能夠簡單的更換口徑，其中9×19毫米、.357 SIG和.40 S&W版本的底把都是通用的，因此用戶能夠隨時更換適當的上身（包括：滑套、覆進簧組件、槍管和彈匣）以轉換為以上任何一種口徑。而.45 ACP口徑型則具備更寛的下身和一個加大型彈匣裝填口。其火控組也跟上面提到的三種型號有所不同。
生產商還提供了口徑轉換套件，該套件包含了滑套、覆進簧、槍管、彈匣和下身。這些套件能夠讓用戶簡單的在不需任何工具下就能把手槍轉換為任一版本。
SIG Sauer亦推出了混鎢粉聚合物的TXG，以及全鋁製的AXG底把，當中AXG底把如同以往的P22X系列，設有可更換的握把片。

### 保險
普通版P320沒有手動保險，它唯一的保險為自動擊針保險，這個保險確保了武器能夠被安全攜帶，並會防止因槍枝掉落或魯莽握持所導致的意外走火。而XM17模組化手槍系統則具備一個能夠左右操作的手動保險。

### 扳機系統
P320採用一個純双動的扳機系統，其扳機力重量為28.95牛頓，5.5磅力  。
P320有兩種扳機可供選擇，分別為標準型扳機（實心）和標籤式扳機（具備扳機保險）。

### 槍管
P320有多種不同長度的槍管，分別為120 mm（4.7英寸）、98 mm（3.9英寸）或 91 mm（3.6英寸），取決於手槍的尺寸（全尺寸型、攜帶／緊湊型、極緊湊型） 。

### 供彈方式
P320以一個金屬製的可拆式彈匣供彈，載彈量由6發到21發不等，這取決於手槍的口徑和尺寸。

### 照準器

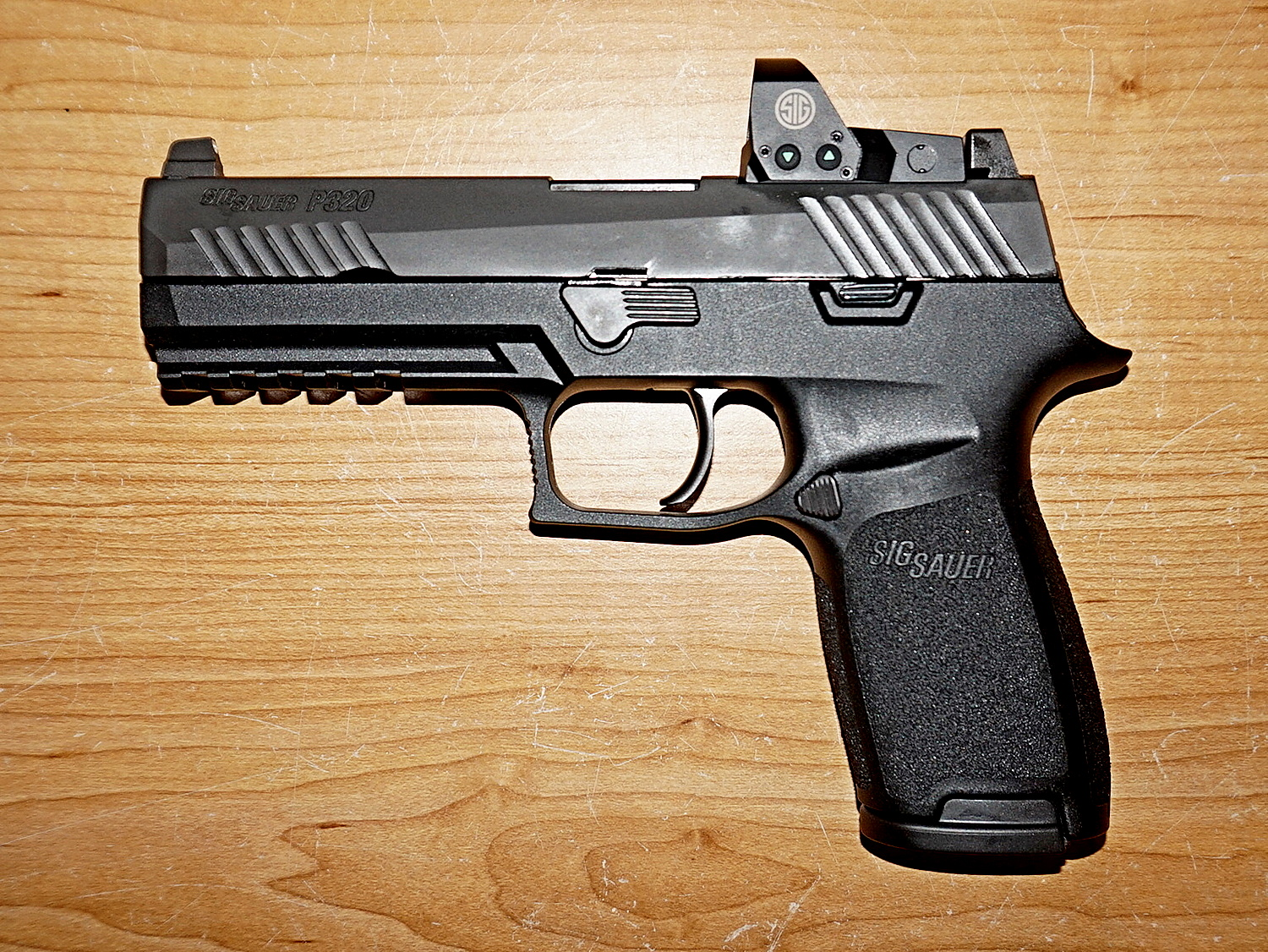
安裝了Romeo1的P320 RX

P320具備一套三點式機械瞄具，其中前照準器能夠被調整到左邊或右邊以修正風阻所造成的偏差。另外還提供氚光式SIGLITE瞄具以應付黑暗或夜間作戰需求。
P320 RX型和RX緊湊型則配備原廠提供的SIG Sauer Romeo1反射式瞄準鏡  。

### 配件
原廠提供的配件包括：備用彈匣、口徑轉換套件、一根縮短長度的扳機、槍套和STL-900L戰術燈。

## 衍生型

### M17/M18
衍生自SIG P320手槍的美軍制式手槍。2017年1月19日，美國陸軍宣佈西格&紹爾（SIG SAUER）的一款定製型P320勝出了陸軍的XM17模組化手槍系統競選。當中全尺寸型號被定名為M17，縮短尺寸攜帶型被定名為M18。這些手槍隨後被美國陸軍、美國海軍、海軍陸戰隊、美國空軍及美國太空軍所採用。取代原本在美軍服役的貝瑞塔M9，以及其他數款手槍。

### FLUX MP17
MP17是一款由FLUX Defense生產的P320底把套件，直接裝上P320全尺寸型/M17/M18的滑套總成（更短的滑套需安裝槍口制退器等配件加長槍管以避免槍口閃光造成傷害）及火控組即可使用。套件配有按下釋放鈕即自動彈出鎖定的槍托（SBR版）或手臂支撐器（撐臂版）、在扳機前的備用彈匣井、瞄具安裝口、QD槍背帶安裝孔及手動保險（可選擇不安裝）。底把前方設有一段MIL-STD-1913戰術導軌供安裝槍燈。由於設有備用彈匣井，因此MP17的攜彈量可達43發（2個21發彈匣+膛室1發）。FLUX另有供MP17使用的兩點鎖定槍套，並使用Safariland的安裝介面。

### X0概念計劃（Project X0 Concept）
X0概念計劃是Fire Control Unit（FCU）利用P320的模組化設計，提高P320火控組平臺使用彈性的計劃。預計推出一系列套件將P320火控組升級至尺寸較大的武器。
- X01：使用P320火控組及滑套的個人防衛武器級套件，使用MPX/MCX的導軌槍托安裝介面，並會配上SB Tactical生產的拉桿式撐臂器[14]。
- X02：使用P320火控組的個人防衛武器級套件，疑似改用固定式槍管，其餘配置與X01相同[13]。
- X03：前稱AR320。使用P320火控組的AR-15套件，槍機組被FCU改稱滑套組（Slide Carrier），撞針改為類似P320的擊針，僅氣鍵及槍機可與AR-15通用。上機匣可使用一般AR槍管螺帽及槍管[15]。

## 潛在的掉落擊發風險
2017年7月，達拉斯警察局要求所有警員停止使用P320以待進一步調查。目前有資料指出該槍在滑套後部掉落到地面約30度角時會令該槍有意外擊發的風險。該問題可能是由扳機壓力所引起；由於部份手槍的扳機過重，令它們在掉落到地面時受到慣性影響而繼續移動，從而導致走火。一些槍械網站，如“TheTruthAboutGuns.com”亦對P320進行了獨立測試，並宣稱確認了其潛在意外擊發率為40%。從另一個測試結果得出，P320在彈匣部份最先掉落地面時也會有意外擊發的風險  。2017年8月8日，西格&紹爾發表通知，表明他們會免費為所有P320升級，以解決這個問題。

## 走火問題
一份於2023年由華盛頓郵報及蹤跡撰寫的調查報告指出有超過100名P320的使用者宣稱他們的P320在沒有按壓扳機的情況下發生走火，當中有至少80人受傷。至少35次走火事故據稱是由2017年後生產，已解決了掉落走火問題的P320，或是由西格&紹爾原廠升級的舊型號所造成。
跟其他擊鐵擊發式手槍不同的是，P320是“在待發狀態下擊鐵完全處於扳起狀態”，由於它的擊鐵處於恆定的彈簧壓力之下，當扣動扳機時，彈簧壓力就會釋放。大部分P320的衍生型，包括軍用型均設有手動保險裝置，而民用版本則欠缺這種設計。根據槍匠詹姆斯·特爾廷指出，這是種罕見和“極度危險”的配置。P320的設計者，肖恩·托納在法庭上承認了“美國的標準並不是很嚴格”。
截至2023年4月，6個美國執法機構因P320的潛在走火問題而決定停止使用該槍。這些部門包括：密爾瓦基警察局、達拉斯警察局、位於費城的賓夕法尼亞州東南地區交通局交通警察、以及其他在阿拉巴馬州、康乃狄克州、佛羅裡達州、德州、華盛頓州和威斯康辛州的警察局。2022 年9月中旬，全國警察兄弟會的威斯康辛州分會建議該州的警察部門停止使用P320，理由是自2020年以來，已有3名密爾瓦基警察局的警員因自己或其同伴的P320在沒有任何扳機壓力的情況下走火而受傷。
西格&紹爾對此作出回應，他們堅稱大多數意外走火都與疏忽有關；又認為許多其他型號的槍支也存在此類走火現象；他們又指出P320已經過廣泛測試並符合安全標準；儘管多年來一直受到投訴和訴訟，但沒有人能夠通過演示P320在未扣動扳機的情況下走火來成功重現所聲稱的現象。
2025年7月，美國空軍全球打擊司令部（AFGSC）下令無限期暫停使用M18手槍。理由是一名安全部隊人員因其M18走火而殉職。此前不久，聯邦調查局的一份報告公開披露了對P320系列手槍非故意走火的擔憂，該報告也促使美國移民和海關執法局（ICE）停止使用該手槍。美國空軍全球打擊司令部表示，暫停使用的決定將等待空軍特別調查辦公室和司令部安全辦公室的調查結果，在此期間，安全部隊將配備M4步槍。司令部還下令對所有M18手槍進行全面檢查，以確定是否存在任何緊迫的安全隱患。
隔月，一名空軍人員因涉嫌犯下與該死亡事件有關的虛假官方聲明、妨礙司法公正和過失殺人罪而被捕
2025年7月9日，美國國土安全部發布正式備忘錄，下令美國移民和海關執法局停止使用／攜帶所有型號的 P320，轉而購買／供應克拉克19作為替代的執勤手槍。
2025年7月30日，國際防禦手槍協會（IDPA）宣布立即禁止在任何IDPA認可的比賽中使用SIG Sauer P320手槍及其所有衍生型。該組織解釋，儘管該組織“並未直接知曉該槍存在任何技術缺陷”，但“大量報告和視頻”指控非故意走火事件，使得此事“顯而易見，不容否認”。槍械媒體稱，這是國家級實用射擊機構首次全面禁止P320手槍，並指出其他SIG Sauer手槍在各自的IDPA部門內仍符合資格。IDPA表示，如果未來有關於該手槍安全性的可靠新資訊出現，它將重新審視這一限制。
多個組織和射擊場，例如國家執法槍械教官協會和華盛頓州刑事司法訓練委員會 亦因未解決的安全問題而禁止使用P320。

## 使用國
- - 澳洲國防軍（P320 X-Carry Pro）[31]
- 玻利维亚
  - 玻利維亞國家警察部隊
- 巴西
  - 塞阿臘州警察
  - 戈亞斯州憲兵（英语：Military Police of Goiás State）
- 加拿大
  - 加拿大軍隊（9mm，命名為“C22”）
  - 西格雷警察（9mm）
- - 哥斯特黎加公眾部隊（英语：Public Force of Costa Rica）
- 丹麦
  - 丹麥國防軍（P320 X-Carry）[32][33]
- 爱沙尼亚
  - 愛沙尼亞警察及邊防局（英语：Police and Border Guard Board）K突擊隊（英语：K-Commando）
- 法國
  - 法國國家鐵路（9mm，緊湊型）
- 印度尼西亞
  - 印尼國家警察（英语：Indonesian National Police）
- 墨西哥
  - 墨西哥國民警衛隊（英语：National Guard (Mexico)）
- 挪威
  - 挪威警察局（英语：Norwegian Police Service）（X系列）[34]
- 西班牙
  - 西班牙國家警察部隊（英语：National Police Corps）特別行動組
- 瑞士
  - 聖加侖警察（9mm）
- 泰國
  - 泰國皇家警察（SP[35][36]，合共152,468枝）
- 乌克兰
  - 烏克蘭武裝部隊（2022年俄羅斯入侵烏克蘭期間獲美國軍援）
- 英国
  - 西米德蘭茲警察（英语：West Midlands Police）
- 美国
  - 美國陸軍（M17）[37][38]
    - 美國陸軍第1特種部隊司令部（M17、MP17 FLUX Raider）

  - 美國海軍陸戰隊（M18）
  - 美國海軍（M18）
  - 美國空軍（M18）
  - 美國太空軍
  - 美國海軍特種作戰開發群（P320 X-Five）
  - 美國移民及海關執法局
  - 美國國家公園管理局
  - 多個警察部門，包括芝加哥警察局[39][40][41]

## 登場作品

### 電視劇
- 2017年—《生死狙擊》第二季：由前車臣武裝份子索洛托夫（喬許·史都華飾演）所使用。

### 電子遊戲
- 2015年—《戰術小隊》：型號為M17，命名為“M17模塊化手槍系統”（M17 Modular Handgun System），由美國陸軍所使用。
- 2018年—《地面部隊》（Ground Branch）：型號為P320 RX，黑色槍身，命名為“M17”。
- 2019年—：型號為P320 RX緊湊型，卡其色或黑色槍身，命名為「M19」，預設配備機械瞄具。戰役模式中由英國陸軍特種空勤團和倫敦都市警部所使用。聯機模式中為解鎖武器，並可進行定制改裝，也被特種空勤團幹員們用在對敵人作出“最後一擊”。
- 2019年—：型號為M17，命名為「P320」。
- 2019年—《湯姆克蘭西：全境封鎖2》：型號為P320 X-Compact，重機槍手（Gunner）特化職業專用的隨身武器。
- 2021年—《戰地風雲2042》：型號為P320，安裝在Flux Defense MP17底把套件上，命名為“MP28”。
- 2021年—《嚴陣以待》：為資料片《入室竊盜》新增武器。型號為P320，安裝在Flux Defense MP17 MKII Raider底把套件上，命名為“Raider X P320”，奇怪地被歸類為衝鋒槍。

## 另見
- M17手槍
- SIG P226半自動手槍
- SIG P250手槍
- 貝瑞塔M9手槍
- 格洛克17手槍
- 瓦爾特P99手槍
- 瓦爾特PPQ半自動手槍
- 瓦爾特PPX半自動手槍
- HK VP9半自動手槍
- FN Five-seveN手槍
- 史密斯威森軍警型半自動手槍
- 史密斯威森西格瑪半自動手槍

## 外部連結
- SIG Sauer官方網站（页面存档备份，存于）